# Завојско језеро
Завојско језеро је вештачко језеро, које се налази у југоисточној Србији, 17 km североисточно од Пирота, на средњем делу тока реке Височице. Настало је 1963. године, када је велико клизиште направило природну брану, која је касније надвишена изградњом вештачке бране.
Завојско језеро је омиљено излетиште Пироћанаца и Нишлија.

## Локација
Завојско језеро налази се у југоисточном делу Србије, око 17 km северно од Пирота. Налази се на Старој планини, у делу званом Висок, на средњем делу тока реке Височице. Садашња вештачка брана налази се око 1 km низводно од некадашњег села Завој, које је настанком језера потопљено, и по коме је језеро и добило назив. Притоке Завојског језера су Височица, Гостушка река и Белска река, док је једина отока језера Височица. Знатна количина воде језера тунелом се одводи до Хидроелектране Пирот, која је користи за покретање генератора. Око и у близини језера налазе се и села: Паклештица, Бела, Гостуша.

## Постанак
Завојско језеро је урвинско језеро настало колувијалним процесом и, заједно са Јовачким језерима, представља једини феномен такве врсте на територији Србије. Природна брана настала је после обилних падавина у зиму 1963. године. Падине Старе планине почеле су да клизе и приликом тога велике количине земље преградиле су реку. То се десило захваљујући обешумљавању и огољавању земљишта дестабилизованог током наглог отапања снега који је обилно падао те зиме. Мештани томе нису придавали значај, јер се то дешавало и раније после падавина, па су сматрали да ће и тада проћи без веће штете. Међутим, десетак дана после тога, у ноћи између 23. и 24. фебруара Изворским долом потекла је бујица раздробљене и расквашене земље услед клизања огромних размера. Највеће померање тла десило се 25. фебруара. Маса тла која је клизила била је дуга 1,3 km и ширине од 160 до 220 m, што је представљало запремину од око 240.000 m³. Природна брана била је висока преко 50 m, а њена нестабилност претила је да доведе до пробијања и наглог изливања акумулиране воде, чиме би била потопљена сва насеља која се налазе низводно; постојале су тврдње да би био угрожен чак и Ниш. Релативно брзом реакцијом војске, природна брана је пробијена, чиме је омогућено њено надвишење и изградња вештачке бране, која и данас постоји.
Вода овог језера се данас користи за покретање генератора Хидроелектране Пирот.

## Хидрографске особине

### Карактеристике језера од настанка до изградње бране
Језеро Завој припада групи урниских језера, која представљају подгрупу језера чији басени настају радом спољашњих сила. Језеро се након настанка, 26. фебруара 1963. године, непрестано и врло брзо увећавало. Приликом стварања потопљено је око 170 ha земљишта. У том периоду, тачније 23. марта 1963. године, језеро је достигло своју дужину од 7,2 km и налазило се на надморској висини од 568 m. Због разуђености и бројних залива, обим језера износио је око 20 km. Због клисуре у којој је језеро настало, није могло бити много широко, тако да је његова просечна ширина износила од 200m на најужим деловима, до 500m на најширим деловима језера. За време високог водостаја, површина језера је отишла чак и до 3,1 km² што је сврстало језеро у већа језера. Тада је највећа дубина језера 220 m узводно од бране износила 33,15 m . Температура воде није детаљно праћена; приликом настанка је температура воде била је између 4 до 5 °C, док би у току лета површински слој имао температуру и око 20 °C. Језеро је исушено 1965. године због немогућности природне бране да задржи велику количину воде, па је због тога пројектовано њено надвишавање до висине од 75m, до висинске коте од 615 m. Новом браном требало је омогућити акумулирање око 147 милиона m³ корисне воде и укупну количина од око 160 милиона m³. Пројектована површина била је око 5,53 km², а дужина 16,35 km. То је представљало максималну дубину од 60 m и обим од 40 km. Језеро је требало да прима воду из Височице и Топлодолске реке. Топлодолска река је требало да повећа дотицај воде за 36 милиона km³ годишње, а предвиђени протицај кроз језеро био је 10,4 m³·s-1. Захват воде за хидроелектрану пројектован је 3 km узводно од бране заједно са тунелом пречника 2,6 m дугим 7,5 km и цевоводом дужине 1,45 km до самих турбина. Планирана је производња електричне енергије од 149 GWh годишње.

### Након изградње бране
На основу документације Хидроенергетике у Србији, изграђени тунел био је дужи од пројектованог и износи 8,5 km, а цевовод је дуг 2 km. Измене су направљене ради стабилизације тунела. Карактеристике саме бране су:
| Висина бране      | 86 m              |
| Дужина круне      | 290 m             |
| Ширина круне      | 10 m              |
| Количина ископа   | 1.000.000 m³      |
| Насип             | 1.650.000 m³      |
| Количина бетона   | 32.000 m³         |
| Оточни тунел      | 10,7 m² · 920 m   |
| Доводни тунел     | R 4,2 m · 8.566 m |
| Инсталисана снага | 80 MW             |
| Акумулација воде  | 170.000.000 m³    |

## Галерија

### Слике из историје
- Потоп села Завој 1964.г.
- Нова школа у Завоју 1963.г.
- Изградња бране
- Испуштање акумулације ради изградње бране
- Испуштање акумулације ради изградње бране 1964.г.

### Новије слике
- Завојско језеро, снимак дроном изнад видиковца Смиловице.
- Поглед на језеро са видиковца Смиловица.
- Поглед на језеро са видиковца Смиловица.
- Поглед на језеро са видиковца Смиловица.
- Поглед на језеро са видиковца Смиловица.
- Поглед на језеро са видиковца Смиловица.
- Завојско језеро, поглед са видиковца Козји камен
- Поглед ка Козјем камену
- Мост код Велике Лукање
- Мост изблиза
- Са Козјег камена други поглед
- Меандре Завојског језера
- Испод Козјег камена
- Спруд
- Сплав
- Викенд насеље "Скривена"